# Bóng đá tại Đại hội Thể thao Đông Nam Á 1997
Môn bóng đá tại Đại hội Thể thao Đông Nam Á 1997 bao gồm bóng đá nam và bóng đá nữ. Nội dung bóng đá nam diễn ra từ ngày 5 tháng 10 đến ngày 18 tháng 10 năm 1997 và nội dung bóng đá nữ diễn ra từ ngày 7 tháng 10 đến ngày 17 tháng 10 năm 1997. Các trận đấu được tổ chức tại thủ đô Jakarta và Bogor, Indonesia.

## Lịch thi đấu
Dưới đây là lịch thi đấu cho môn bóng đá.
| G | Vòng bảng | ½ | Bán kết | B | Tranh huy chương đồng | F | Chung kết |

| Nội dung | CN 5 | T2 6 | T3 7 | T4 8 | T5 9 | T6 10 | T7 11 | CN 12 | T2 13 | T3 14 | T4 15 | T5 16 | T6 17 | T6 17 | T7 18 | T7 18 |
| -------- | ---- | ---- | ---- | ---- | ---- | ----- | ----- | ----- | ----- | ----- | ----- | ----- | ----- | ----- | ----- | ----- |
| Nam      | G    |      | G    |      | G    |       |       | G     |       | G     |       | ½     |       |       | B     | F     |
| Nữ       |      |      | G    |      | G    |       |       | G     |       | ½     |       |       | B     | F     |       |       |

## Địa điểm
Tổng cộng ba địa điểm đã được sử dụng cho giải đấu. Sân vận động chính thuộc Khu liên hợp thể thao Senayan là nơi diễn ra hầu hết các trận đấu của nam và các trận tranh huy chương đồng, tranh huy chương vàng của nữ. Sân vận động Lebak Bulus chỉ được sử dụng cho các trận bóng đá nam ở vòng bảng, trong khi sân vận động Pajajaran ở Bogor chỉ được sử dụng cho phần lớn các trận đấu của nội dung nữ.
| Jakarta                                                              | Jakarta                  | Bogor                  |
| -------------------------------------------------------------------- | ------------------------ | ---------------------- |
| Sân vận động Senayan                                                 | Sân vận động Lebak Bulus | Sân vận động Pajajaran |
| Sức chứa: 110.000                                                    | Sức chứa: 25.000         | Sức chứa: 25.000       |
|                                                                      |                          |                        |
| JakartaBogorBóng đá tại Đại hội Thể thao Đông Nam Á 1997 (Indonesia) |                          |                        |

## Các quốc gia tham dự
| Quốc gia               | Nam | Nữ  |
| ---------------------- | --- | --- |
| Brunei                 | Yes | No  |
| Campuchia              | Yes | No  |
| Indonesia              | Yes | Yes |
| Lào                    | Yes | No  |
| Malaysia               | Yes | Yes |
| Myanmar                | Yes | Yes |
| Philippines            | Yes | No  |
| Singapore              | Yes | No  |
| Thái Lan               | Yes | Yes |
| Việt Nam               | Yes | Yes |
| Tổng cộng: 10 quốc gia | 10  | 6   |

## Giải đấu nam

### Vòng bảng
Mười đội tuyển được chia thành hai bảng năm đội thi đấu vòng tròn một lượt. Mỗi bảng chọn hai đội đứng đầu vào bán kết.

#### Bảng A
| VT | Đội       | ST | T | H | B | BT | BB | HS  | Đ  | Giành quyền tham dự     |
| -- | --------- | -- | - | - | - | -- | -- | --- | -- | ----------------------- |
| 1  | Thái Lan  | 4  | 3 | 1 | 0 | 12 | 1  | +11 | 10 | Vòng đấu loại trực tiếp |
| 2  | Singapore | 4  | 2 | 2 | 0 | 5  | 3  | +2  | 8  | Vòng đấu loại trực tiếp |
| 3  | Campuchia | 4  | 2 | 0 | 2 | 8  | 7  | +1  | 6  |                         |
| 4  | Myanmar   | 4  | 1 | 1 | 2 | 10 | 8  | +2  | 4  |                         |
| 5  | Brunei    | 4  | 0 | 0 | 4 | 1  | 17 | −16 | 0  |                         |

#### Bảng B
| VT | Đội           | ST | T | H | B | BT | BB | HS  | Đ  | Giành quyền tham dự     |
| -- | ------------- | -- | - | - | - | -- | -- | --- | -- | ----------------------- |
| 1  | Indonesia (H) | 4  | 3 | 1 | 0 | 13 | 4  | +9  | 10 | Vòng đấu loại trực tiếp |
| 2  | Việt Nam      | 4  | 2 | 1 | 1 | 7  | 4  | +3  | 7  | Vòng đấu loại trực tiếp |
| 3  | Lào           | 4  | 2 | 0 | 2 | 8  | 8  | 0   | 6  |                         |
| 4  | Malaysia      | 4  | 2 | 0 | 2 | 5  | 5  | 0   | 6  |                         |
| 5  | Philippines   | 4  | 0 | 0 | 4 | 1  | 13 | −12 | 0  |                         |

### Vòng đấu loại trực tiếp
|  | Bán kết               | Bán kết   |                            |       | Trận tranh huy chương vàng | Trận tranh huy chương vàng |
|  |                       |           |                            |       |                            |                            |
|  | 16 tháng 10 – Jakarta |           |                            |       |                            |                            |
|  |                       |           |                            |       |                            |                            |
|  | Thái Lan              | 2         |                            |       |                            |                            |
|  | Thái Lan              | 2         | 18 tháng 10 – Jakarta      |       |                            |                            |
|  | Việt Nam              | 1         |                            |       |                            |                            |
|  | Việt Nam              | 1         | Thái Lan (p)               | 1 (4) |                            |                            |
|  | 16 tháng 10 – Jakarta |           | Thái Lan (p)               | 1 (4) |                            |                            |
|  |                       | Indonesia | 1 (2)                      |       |                            |                            |
|  | Indonesia             | Indonesia | 1 (2)                      | 2     |                            |                            |
|  | Indonesia             |           |                            | 2     |                            |                            |
|  | Singapore             | 1         |                            |       |                            |                            |
|  | Singapore             | 1         | Trận tranh huy chương đồng |       |                            |                            |
|  |                       |           |                            |       |                            |                            |
|  | 18 tháng 10 – Jakarta |           |                            |       |                            |                            |
|  |                       |           |                            |       |                            |                            |
|  | Việt Nam              | 1         |                            |       |                            |                            |
|  | Việt Nam              | 1         |                            |       |                            |                            |
|  | Singapore             | 0         |                            |       |                            |                            |

### Huy chương vàng
| Bóng đá nam Đại hội Thể thao Đông Nam Á 1997 |
| -------------------------------------------- |
| · Thái Lan · Lần thứ 8                       |

## Giải đấu nữ

### Vòng bảng
Sáu đội tuyển được chia thành hai bảng ba đội thi đấu vòng tròn một lượt. Mỗi bảng chọn hai đội đứng đầu vào bán kết.

#### Bảng A
| VT | Đội         | ST | T | H | B | BT | BB | HS | Đ | Giành quyền tham dự     |
| -- | ----------- | -- | - | - | - | -- | -- | -- | - | ----------------------- |
| 1  | Thái Lan    | 2  | 2 | 0 | 0 | 4  | 2  | +2 | 6 | Vòng đấu loại trực tiếp |
| 2  | Việt Nam    | 2  | 1 | 0 | 1 | 4  | 3  | +1 | 3 | Vòng đấu loại trực tiếp |
| 3  | Philippines | 2  | 0 | 0 | 2 | 0  | 3  | −3 | 0 |                         |

#### Bảng B
| VT | Đội           | ST | T | H | B | BT | BB | HS | Đ | Giành quyền tham dự     |
| -- | ------------- | -- | - | - | - | -- | -- | -- | - | ----------------------- |
| 1  | Myanmar       | 2  | 1 | 1 | 0 | 2  | 1  | +1 | 4 | Vòng đấu loại trực tiếp |
| 2  | Indonesia (H) | 2  | 0 | 2 | 0 | 2  | 2  | 0  | 2 | Vòng đấu loại trực tiếp |
| 3  | Malaysia      | 2  | 0 | 1 | 1 | 1  | 2  | −1 | 1 |                         |

### Vòng đấu loại trực tiếp
|  | Bán kết               | Bán kết |                            |   | Trận tranh huy chương vàng | Trận tranh huy chương vàng |
|  |                       |         |                            |   |                            |                            |
|  | 14 tháng 10 – Bogor   |         |                            |   |                            |                            |
|  |                       |         |                            |   |                            |                            |
|  | Thái Lan              | 2       |                            |   |                            |                            |
|  | Thái Lan              | 2       | 17 tháng 10 – Jakarta      |   |                            |                            |
|  | Indonesia             | 0       |                            |   |                            |                            |
|  | Indonesia             | 0       | Thái Lan                   | 5 |                            |                            |
|  | 14 tháng 10 – Bogor   |         | Thái Lan                   | 5 |                            |                            |
|  |                       | Myanmar | 1                          |   |                            |                            |
|  | Myanmar               | Myanmar | 1                          | 3 |                            |                            |
|  | Myanmar               |         |                            | 3 |                            |                            |
|  | Việt Nam              | 2       |                            |   |                            |                            |
|  | Việt Nam              | 2       | Trận tranh huy chương đồng |   |                            |                            |
|  |                       |         |                            |   |                            |                            |
|  | 17 tháng 10 – Jakarta |         |                            |   |                            |                            |
|  |                       |         |                            |   |                            |                            |
|  | Indonesia             | 0       |                            |   |                            |                            |
|  | Indonesia             | 0       |                            |   |                            |                            |
|  | Việt Nam              | 2       |                            |   |                            |                            |

### Huy chương vàng
| Bóng đá nữ Đại hội Thể thao Đông Nam Á 1997 |
| ------------------------------------------- |
| Thái Lan Lần thứ 3                          |

## Tóm tắt huy chương

### Bảng huy chương
| Hạng               | Đoàn               | Vàng | Bạc | Đồng | Tổng số |
| ------------------ | ------------------ | ---- | --- | ---- | ------- |
| 1                  | Thái Lan (THA)     | 2    | 0   | 0    | 2       |
| 2                  | Indonesia (INA)    | 0    | 1   | 0    | 1       |
| 2                  | Myanmar (MYA)      | 0    | 1   | 0    | 1       |
| 4                  | Việt Nam (VIE)     | 0    | 0   | 2    | 2       |
| Tổng số (4 đơn vị) | Tổng số (4 đơn vị) | 2    | 2   | 2    | 6       |

### Danh sách huy chương
| Nội dung | Vàng | Bạc | Đồng |
| -------- | --- | --- | --- |
| Nam      | Thái Lan (THA) · Thawatchai Damrong-Ongtrakul · Surachai Jaturapattarapong · Surachai Jirasirichote · Vithoon Kijmongkolsak · Kritsada Piandit · Yutthana Polsak · Choketawee Promrut · Kiatisuk Senamuang · Wacharapong Somcit · Worrawoot Srimaka · Apichad Thaveechalermdit · Natee Thongsookkaew · Dusit Chalermsan · Thinnakorn Kamon · Sanor Longsawang · Piyapong Pue-on · Kittisak Rawangpa · Tawan Sripan · Natipong Sritong-In | Indonesia (INA) · Listianto Raharjo · Fakhri Husaini · Nur'alim · Robby Darwis · Kurniawan Dwi Yulianto · Ansyari Lubis · Anang Makruf · Chairil Anwar Ohorella · Widodo Cahyono Putro · Bima Sakti · Aji Santoso · Bejo Sugiantoro · Aples Tecuari · Ronny Wabia · Uston Nawawi · Rocky Poetiray · Uston Nawawi · Herman Zantiago Pulalo · Kurnia Sandy | Việt Nam (VIE) · Trần Minh Quang · Đỗ Văn Khải · Nguyễn Đức Thắng · Lê Huỳnh Đức · Nguyễn Công Vinh · Nguyễn Phúc Nguyên Chương · Nguyễn Hữu Thắng · Nguyễn Thiện Quang · Nguyễn Văn Sỹ · Triệu Quang Hà · Vũ Minh Hiếu · Đỗ Mạnh Dũng · Lê Đức Anh Tuấn · Nguyễn Anh Trung · Nguyễn Hồng Sơn · Nguyễn Mạnh Dũng · Nguyễn Văn Phụng · Trần Công Minh · Văn Sỹ Hùng · Võ Hoàng Bửu |
| Nữ       | Thái Lan (THA) | Myanmar (MYA) | Việt Nam (VIE) · Lưu Ngọc Mai · Nguyễn Thị Kim Hồng · Đỗ Thị Mỹ Oanh · Phùng Thị Minh Nguyệt · Nguyễn Thị Thúy Nga · Bùi Thị Hiền Lương |